# Two Fingerz V
Two Fingerz V è il quinto album in studio del gruppo musicale italiano Two Fingerz, pubblicato il 4 febbraio 2014 dalla Sony Music.

## Il disco
Two Fingerz V ha debuttato alla prima posizione della classifica italiana degli album ed è stato pubblicato sia in edizione standard sia in edizione deluxe, quest'ultima resa disponibile per l'acquisto esclusivamente su GameStop e comprensiva di un CD aggiuntivo contenente sei brani inediti.
L'uscita dell'album è stata anticipata dal singolo La cassa dritta, realizzato con la partecipazione del rapper Fedez e pubblicato per il download digitale il 5 dicembre 2013. Altri singoli pubblicati sono stati Ciao e 1 + 1 fa 3, pubblicati rispettivamente il 31 gennaio 2014 e il 6 giugno 2014.

## Tracce
1. Palloncini – 3:59
2. Din Don Dan – 3:31
3. La cosa più bella che c'è (feat. Ensi) – 3:23
4. Una bomba atomica – 3:34
5. Ciao – 3:32
6. Bella Totò – 3:28
7. Ridere di me – 3:31
8. La cassa dritta (feat. Fedez) – 2:51
9. 1 + 1 fa 3 – 3:53
10. Sabato notte – 4:43
11. Donna da mare – 3:57
12. Mi piace (feat. Baby K) – 3:37
13. Guerra – 3:40
14. Amami – 4:05

Traccia bonus nell'edizione di iTunes
1. Una bomba atomica (Remix by Pelussje) – 3:44

CD bonus presente nell'edizione deluxe
1. Taxi Driver – 4:17
2. Stile improvvisato – 3:42
3. Sabato notte (Remix by Android) – 3:24
4. Vaffancuba – 6:08
5. Meglio soli – 3:14
6. Amsterdan (feat. Shade) – 4:07

## Classifiche
| Classifica (2014) | Posizione massima |
| ----------------- | ----------------- |
| Italia            | 1                 |